# 湖边凉亭

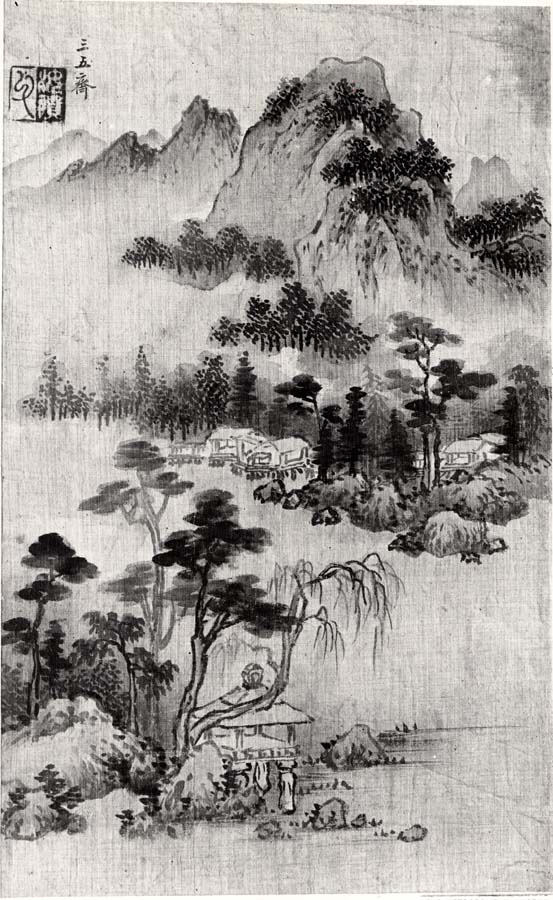
现收藏于美国纽约大都会艺术博物馆的《湖边凉亭》画作

《湖边凉亭》是一幅18世纪末期诞生于朝鲜半岛李氏朝鲜时期的画作。其长约45.4厘米，宽约27.6厘米。其风格为萨摩杰，直译为“三五工作室”，来源于李氏王朝时期的一位中人阶级的艺术家。时至今日，由于缺乏文献资料，这位艺术家的名字和生平等还都无法确定，所以也很难确定这幅画作想要表达的画面。《湖边凉亭》很可能是1644年从中国明代进口的绘画手册改编而来，例如《芥子园画谱》。

## 简介
朝鲜国画源于朝鲜三国时期。最初，主要形式一般为以壁画，随后发展为单色画或淡彩画。笔力挺拔、色彩艳丽和风格清雅是朝鲜画的显著特点，其在色彩方面以事物的本色为主，使得被刻画的景物表现得十分有真实感。《湖边凉亭》诞生于18世纪末期，出自于朝鲜半岛李氏王朝时期的一位中人阶级的艺术家。整幅画作全长约45.4厘米，宽约27.6厘米。这幅画被定位为这位艺术家独特的萨摩杰风格，直译为“三五工作室”。由于缺乏文献资料，这位艺术家的名字和生平等还都无法确定，所以也很难确定这幅画作想要表达的画面。有观点认为，《湖边凉亭》很可能是1644年从中国明代进口的绘画手册改编而来，例如《芥子园画谱》。1915年，《湖边凉亭》由罗杰斯基金会捐赠给大都会艺术博物馆，分别于2006年和2010年分别出展于大都会艺术博物馆的朝鲜艺术展。

## 延伸阅读
- Sze M M. . Princeton University Press. 2015  [2017-11-22]. （原始内容存档于2017-12-01） （英语）.